# Globolinha
Globolinha é um boneco animado, escolhido como o mascote do esporte da Rede Globo em 2012. O nome adotado foi escolhido por votação popular, quando os concorrentes eram Globinho e Zé Globinho. O "robô" foi projetado para aparecer nas transmissões e nos programas esportivos.

## Resultado da votação
A votação durou duas semanas, com os seguintes resultados:
- (55%) Globolinha,
- (30%) Zé Globinho e
- (15%) Globinho